# Gazeta Polska (1826—1907)
Gazeta Polska («Польская газета») — информационно-политический еженедельник, издававшийся в Варшаве, Польского царства России, в 1826—1907 годах.

## История
Изначально газета поддержала романтиков в споре с классиками, в основном благодаря редактору Ксаверию Браниковскому и М. Махнацкому, который печатал здесь свои программные статьи.
Через деятельность её противников во главе с К. Козьмяном, который воспользовался своим влиянием в правительственных кругах, газета была доведена до состояния банкротства. В результате в конце 1829 году издатель изменил её политическую линию, после чего большинство авторов и редакторы покинули газету и основали Kurier Polski, начав ссору с Gazeta Polska.
По подавлению ноябрьского восстания (бунта) осенью 1831 года название газеты заменено на Gazeta Codzienna («Ежедневная газета»).
Позднее в издании выделился литературный отдел, в основном благодаря Ю. И. Крашевскому, который был редактором в 1859—1862 годах, в 1861 году, вернув прежнее название Gazeta Polska. В 1873—1882 годах с еженедельником сотрудничал Г. Сенкевич.